# Eksperyment złotowski
Eksperyment złotowski – eksperyment pedagogiczny będący działalnością doświadczalną w latach 1957–1959 kierowaną przez F. Glazę i H. Jaroszyka (organizatorów eksperymentu). 
Polegała ona na objęciu 90% uczniów szkół powiatu złotowskiego w wieku 14–18 lat kształceniem powszechnym w szkołach przysposobienia rolniczego oraz zasadniczych szkołach zawodowych, a jej celem było sprawdzenie w praktyce nowego systemu nauczania w Polsce Ludowej wprowadzonego następnie zgodnie z Ustawą o rozwoju oświaty i wychowania z 15 lipca 1961 będącej rozporządzeniem Ministerstwa Oświaty i Wychowania.